# Lokomo

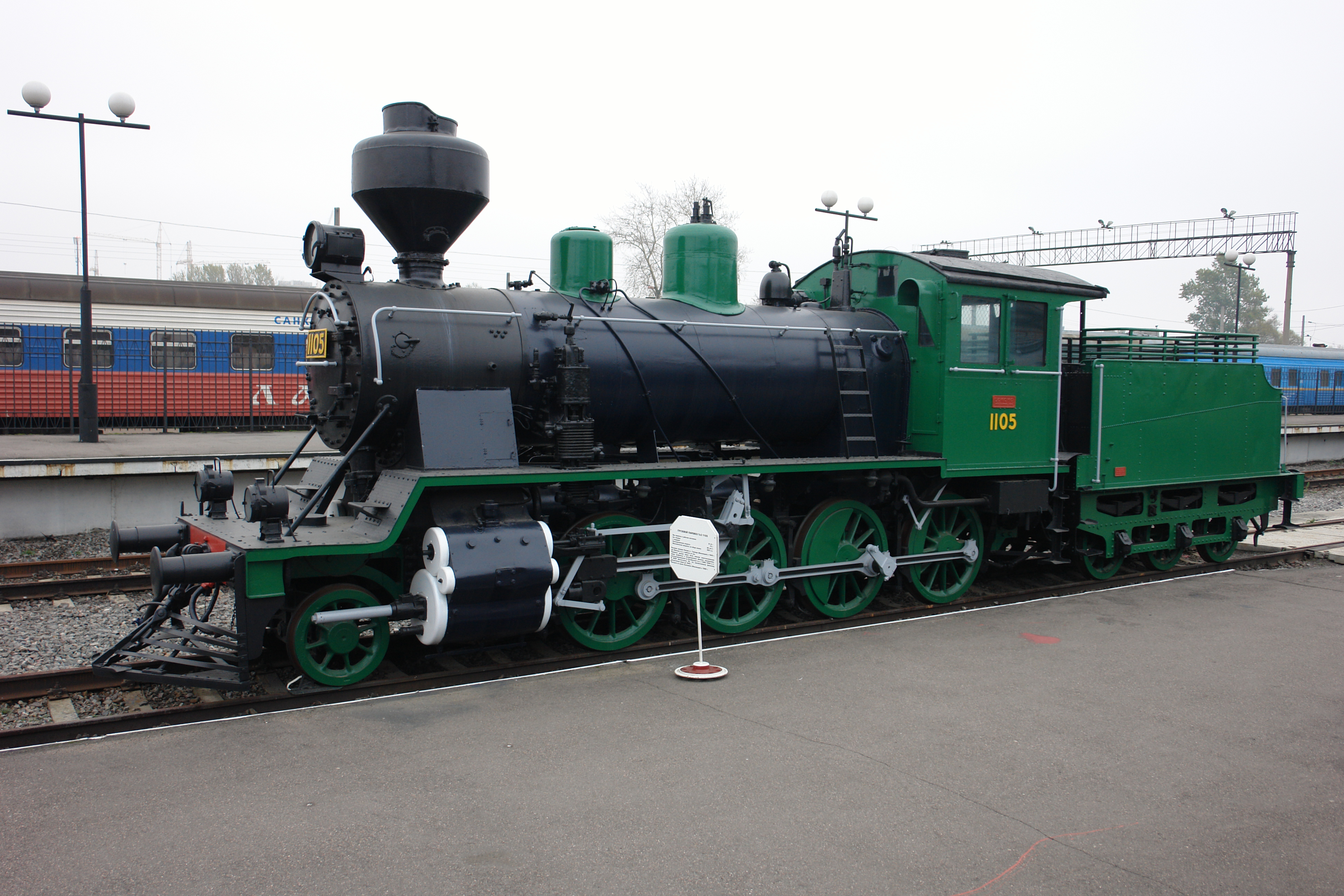
Паровоз Tk3 производства Lokomo

Lokomo — финская машиностроительная компания, расположенная в городе Тампере. Была основана в 1915 году Вернером Руселином,  Жамаром Кастреном, Карвоненым, а также другими бизнесменами. Поначалу в основном производила паровозы, а с 1959 года перешла на выпуск тепловозов. Из-за конкуренции и относительно низкой цены на локомотивы, компания выпускала также и различную строительную технику (катки, дробилки, бетономешалки), судовые и авиационные винты, а также наковальни и колокола.

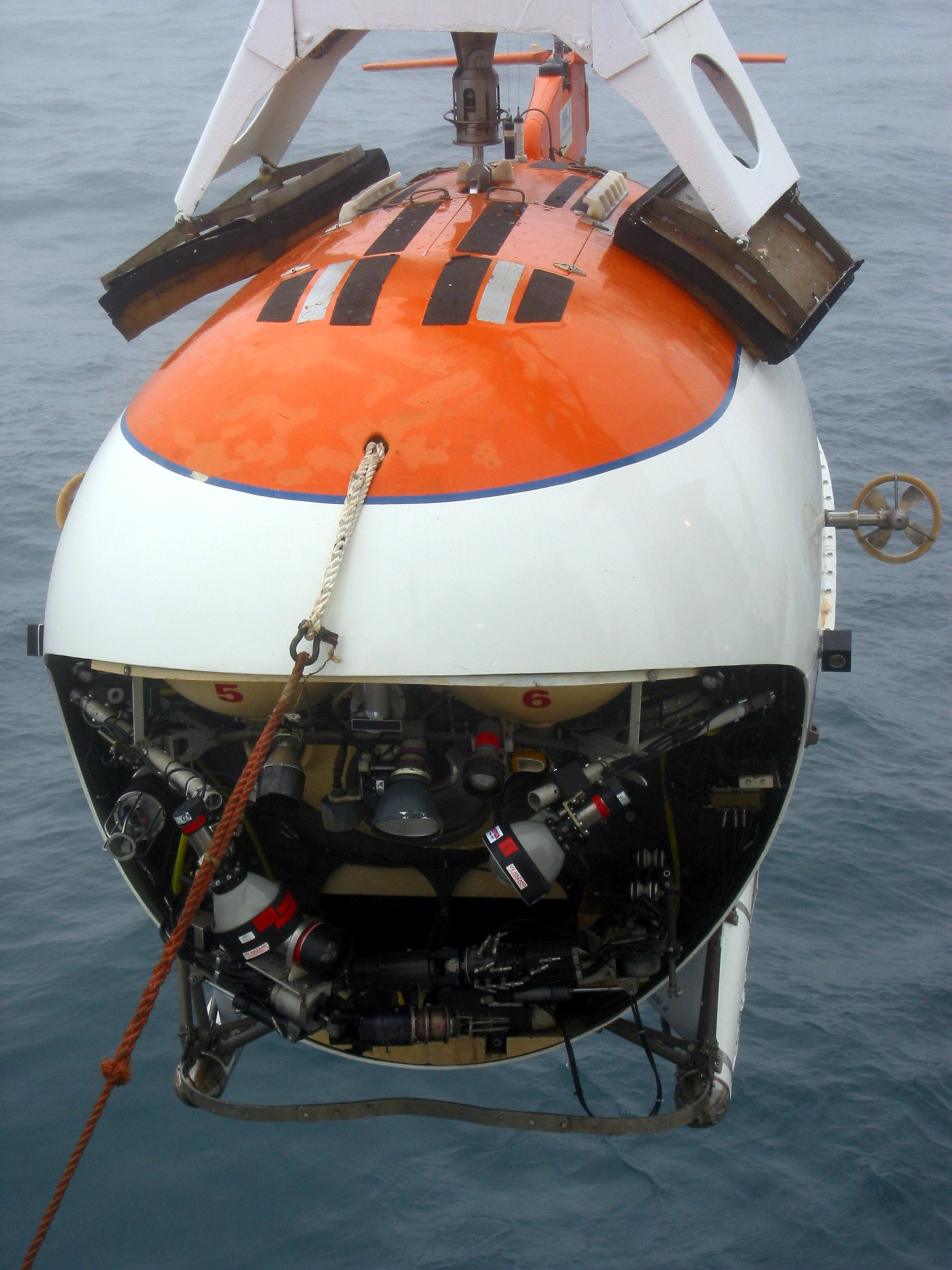
Подводный аппарат МИР

В период войны на заводе выпускают артиллерийские снаряды, пушки и детали к самолётам. После окончания войны завод возвращается к производству локомотивов, причём теперь выпуская и узкоколейные. В 1960-х на компании наладили производство строительной (грейдеры, экскаваторы, строительные краны) и лесной техники. В 1970 году компанию приобрёла Rauma-Repola и выпуск локомотивов на Lokomo практически прекращается. В 1987 году компания изготовила сферические гондолы для глубоководных аппаратов МИР-1 и МИР-2 для советского института океанологии.
В конце 1990-х слилась с Rauman и Valmet, образовав таким образом компанию Metso. В настоящее время как самостоятельное предприятие не существует.